# Spion 503
Spion 503 er en dansk film fra 1958.
- Manuskript Bob Ramsing.
- Instruktion Jørn Jeppesen.

Blandt de medvirkende kan nævnes:
- Jørn Jeppesen
- John Wittig
- Holger Juul Hansen
- Kjeld Jacobsen
- Klaus Pagh
- Poul Thomsen
- Valsø Holm